# Агацци, Микаэль
Микаэ́ль Ага́цци (итал. Michael Agazzi; род. 3 июля 1984, Понте-Сан-Пьетро, Ломбардия) — итальянский футболист, вратарь.

## Карьера
Микаэль Агацци — воспитанник клуба «Аталанта». В 2004 году он дебютировал в профессиональном футболе в клубе «Зюйдтироль», с которым даже дошёл до плей-офф на выход в Серию С1, но там команда проиграла «Кремонце». Затем футболист играл в аренде в «Триестине», но, не проведя ни одной игры за основной состав, был арендован сначала клубом «Сассуоло», а затем «Фоджей». В сезоне 2008/09 Агацци стал твёрдым игроком стартового состава «Триестины», за которую провёл 42 игры. 9 июля 2009 года половину контракта Микаэля выкупил «Кальяри», который оставил игрока ещё на сезон в Триесте. Но после травм Кристиано Лупателли и Федерико Маркетти, в январе «Кальяри» вернул футболиста.
7 февраля 2010 года Агацци дебютировал в составе клуба в матче против «Интернационале», в котором его команда проиграла 0:3. Всего в первом сезоне в серии А он провёл 3 игры. В июне, после выставления Маркетти на трансфер, руководством «Кальяри» было объявлено, что Микаэль станет основном голкипером команды.
30 января 2014 года Агацци подписал контракт с «Кьево».
22 мая 2014 года руководство «Милана» объявило о том, что Микаэль Агацци официально стал игроком «красно-чёрных», соглашение подписано на три года. 29 августа 2015 года на правах годичной аренды перешёл в английский «Мидлсбро», однако за весь сезон так и не сыграл ни одной встречи.